# ジョニー・ヘインズ
ジョン・ノーマン・ヘインズ（John Norman Haynes, 1934年10月17日 - 2005年10月18日）は、イングランド・ロンドン出身の元同国代表サッカー選手（ミッドフィールダー）。

## 経歴
アマチュアチームを経て、17歳でフラムFCに入団。1954年10月2日の北アイルランド戦で代表デビューを果たすと、イングランド代表の中心選手として活躍し1958年のスウェーデンW杯、1962年のチリW杯に出場し、キャプテンも務めた。またその活躍から幾多のクラブチームからオファーがあったにもかかわらず、1970年に南アフリカのクラブチームに移籍するまでフルハム一筋でプレーし、リーグ戦658試合出場158得点という記録を残した。
2005年10月18日、スコットランドのエディンバラで運転中に交通事故に遭い、亡くなった。

## プレースタイル
パスセンスに優れた司令塔タイプの選手。
例えどのような形の、誰に渡すパスであろうと常に攻撃の起点となった。
また、得点感覚も高く、フルハムでは歴代2位の得点数を記録している。

## 代表歴
イングランド代表
- 代表デビュー：1954年10月2日 vs 北アイルランド
- 代表通算：56試合出場 18得点
- 1954 FIFAワールドカップ出場
- 1958 FIFAワールドカップ出場
- 1962 FIFAワールドカップ出場